# 1550 en musique classique
| \| • Retour à la chronologie générale de la musique classique • \| |
| Grèce • Rome • Haut Moyen Âge • VIIIe siècle • IXe siècle • Xe siècle • XIe siècle XIIe siècle • XIIIe siècle • XIVe siècle • XVe siècle • XVIe siècle • XVIIe siècle XVIIIe siècle • XIXe siècle • XXe siècle • XXIe siècle |
| • Retour à la chronologie générale de la musique classique • |

| Années en musique classique : 1547 - 1548 - 1549 - 1550 - 1551 - 1552 - 1553    |
| Décennies en musique classique : 1520 - 1530 - 1540 - 1550 - 1560 - 1570 - 1580 |

## Événements
- Le musicien flamand Adrien Willaert compose à Venise des chants à double chœur.
- fl. vers 1550, Pierken Jordain, compositeur franco-flamand.

## Naissances

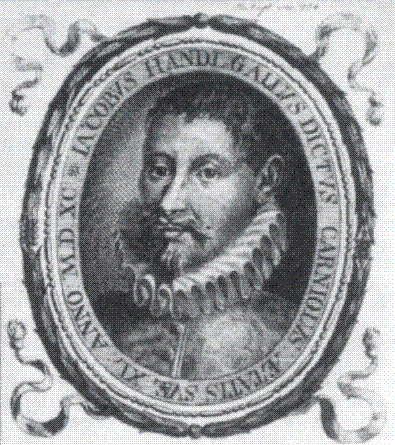
Jacobus Gallus

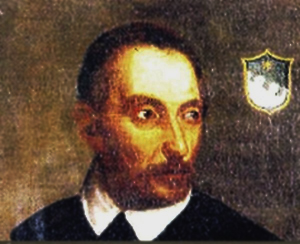
Orazio Vecchi

- 3 juillet : Jacobus Gallus, compositeur d'origine slovène († 18 juillet 1591).
- 6 décembre : Orazio Vecchi, compositeur italien († 19 février 1605).

Date indéterminée :
- Emilio de' Cavalieri, compositeur italien († 11 mars 1602).

Vers 1550 :
- Veit Bach, musicien allemand, fondateur de la famille Bach († 8 mars 1619).
- Claude Balifre, chanteur haute-contre de la Chambre et de la Chapelle du roi († 1625).
- Guillaume de Chastillon, sieur de La Tour, compositeur normand († 24 mai 1610).
- Giovanni de Macque, compositeur franco-flamand († 1614).
- Sebastián Raval, compositeur espagnol († 1604).
- Riccardo Rognoni, théoricien de la musique, violoniste et compositeur italien († avant le 20 avril 1620).
- Franciscus Sales, compositeur franco-flamand († 1599).
- Jan Tollius, compositeur franco-flamand († après 1603).
- Mikołaj Zieleński, compositeur polonais († vers  1615).

## Décès
vers 1550 : Johannes Galliculus, compositeur, théoricien, Thomaskantor allemand (° vers 1490).